# طزك جهانجيري

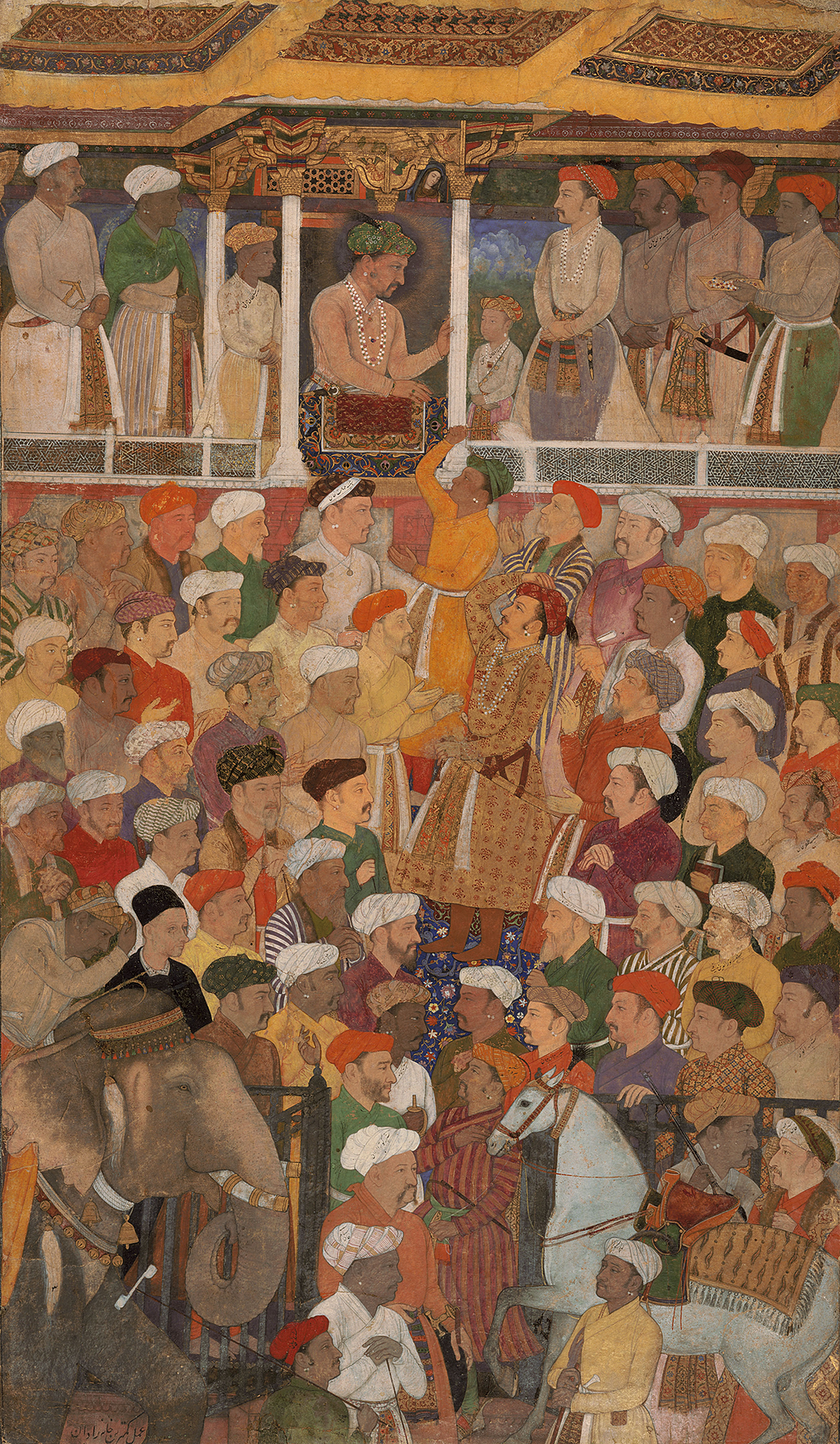
أبو الحسن ومانوهار، مع جهانجير في دربار ، من جهانجير نامه، ق. 1620. غواش على الورق.

طزك جهانجيري أو جهانجير نامه هو كتاب سيرة ذاتية (ترجمان) للسلطان المغولي المسلم جهانجير (1569-1627). كُتب باللغة الفارسية، ويتبع تقليد جده الأكبر، بابور (1487-1530)، الذي كُتب له بابر نامه؛ على الرغم من أن جهانجير ذهب إلى أبعد من ذلك، فبالإضافة إلى الكتابة عن تاريخ حكمه، فقد أدرج تفاصيل مثل تأملاته في الفن والسياسة ومعلومات عن عائلته.
لقد كتب مذكراته على مراحل طوال معظم حياته حتى عام 1622. وقد وضَّح مخطوطته الخاصة بشكل رائع من مرسمه الخاص للرسامين، ولكن الرسوم التوضيحية تفرقت في وقت مبكر جدًا، وعُثر على العديد منها في المرقعات [الإنجليزية] (الألبومات) التي جمعها أبناؤه. يوجد العديد منها في المكتبة البريطانية.

## الملخص

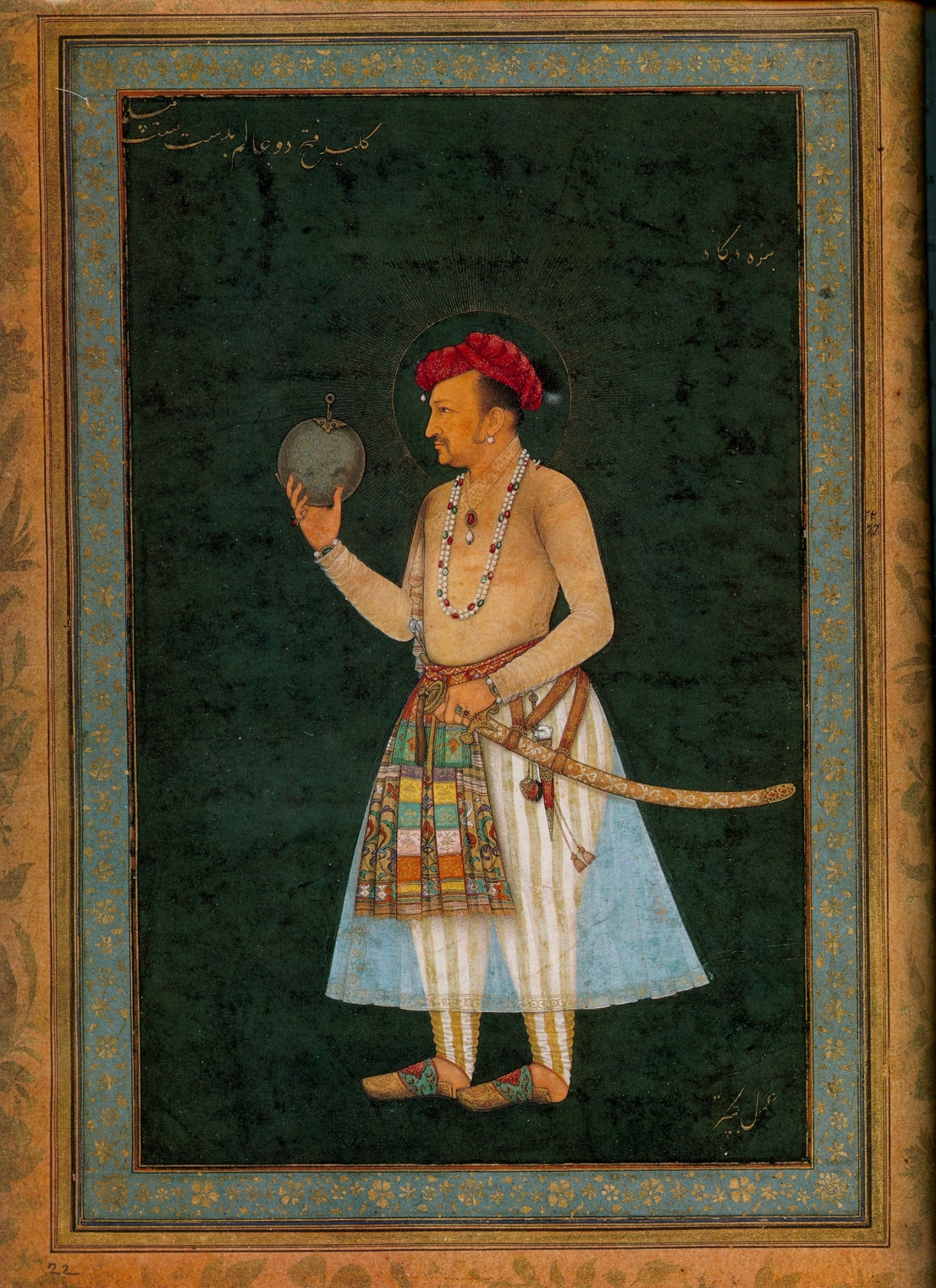
جهانجير يحمل الكرة الأرضية، 1614-1618.

يتضمن النص تفاصيل أول 19 عامًا من حكمه (من 1605 إلى 1623)، ولكنه تخلى عن كتابة مذكراته في عام 1621. حُفظ جزء الكتاب الذي كتبه جهانجير بنفسه في المتحف الوطني الهندي، والنسخة الكاملة موجود هناك منذ الخمسينيات من القرن العشرين. ثم أُوكلَت المهمة إلى معتمد خان، مؤلف كتاب إقبال نامه، الذي واصل كتابة المذكرات في بداية عام 1623. ومن هنا، استولى عليها محمد هادي، الذي واصلها حتى وفاة جهانجير في عام 1627. ويشكل هذا الكتاب نقطة مرجعية مهمة فيما يتعلق بعصر والده أكبر وسجلاته الرسمية، أكبر نامه. كانت أول نسخة مطبوعة مهمة من كتاب جهانجير نامه من تأليف السيد أحمد، وطُبع في غازي بور [الإنجليزية] في عام 1863 وفي عليكرة في عام 1864.
تعكس السيرة الذاتية لجهانجير آراءه حول مختلف القضايا السياسية والدينية والاجتماعية. وأشار إلى العديد من سياساته التشريعية المحلية. ومن بينها مراسيمه لإدارة وتنظيم الجاغيردار. كان هؤلاء الأشخاص يحملون الجاغير، وهو لقب منحة الأرض للسلطان. كان من المقرر أن يتلقى الجاغيردار دخل الأرض ويستخدمه بشكل أساسي لتمويل صيانة القوات وتلبية احتياجات المدينة. بذل جهانجير محاولات عديدة لوقف الفساد داخل الجاجردرز وتحديث نظام السلطنة. ومنع كل واحد منهم من استخدام الأموال لتحقيق مكاسب شخصية، وذلك بأمره بأن يذهب جزء من دخل الأرض إلى المستشفيات والمستوصفات، وأن تُجهَّز كل مدينة بالمساجد. كما منع جهانجير الجاغيردار من الاهتمام بثروات العائلة أو الأراضي من خلال إصدار أمر إلى الجاغيردار بطلب موافقته قبل الزواج من شخص من المدينة التي يحكمونها. وتحدث أيضًا عن ثقته في زوجته الحبيبة نور جهان، وأشاد بشجاعتها ومهارتها وأقر بالتأثير الذي أحدثته عليه.

## طالع أيضًا
- بابر نامه
- أكبر نامه
- شاه جهان نامه
- طوزك تيموري

## العمل عبر الإنترنت
- مذكرات جهانجير، ألكسندر روجرز وهنري بيفريدج. الجمعية الملكية الآسيوية، 1909-1914.

## فهرس
- Henry Miers Elliot (1875). Wakiʼat-i Jahangiri. Lahore: Sheikh Mubarak Ali.
- Jahangir, Emperor of Hindustan (1829). Memoirs of the Emperor Jahanguir. ترجمة: Price، Major David. London: J. Murray.
- Jahangir, Emperor of Hindustan (1909). Beveridge، Henry (المحرر). The Tuzuk-i-Janhangīrī or Memoirs of Jahāngīr. ترجمة: Rogers، Alexander. London: Royal Asiatic Society.
- Jahangir, Emperor of Hindustan (1999). The Jahangirnama: Memoirs of Jahangir, Emperor of India. ترجمة: Thackston، Wheeler M. Oxford University Press. ISBN:978-0-19-512718-8.
- Losty, J. P. Roy, Malini (eds), Mughal India: Art, Culture and Empire, 2013, British Library, (ردمك 0712358706), 9780712358705

## قراءة إضافية
- جهانجير، إمبراطور الهند، جهانجيرناما، مذكرات جهانجير، إمبراطور الهند ، ترجمة. وتحرير دبليو إم ثاكستون، مطبعة جامعة أكسفورد، نيويورك وأكسفورد، 1999